# Plošné vysílání
Plošné vysílání, zkrátka vysílání, neboli broadcastové vysílání je distribuce audio, video a/nebo digitálního signálu, který například přenáší program posluchačům nebo divákům. Příjemcem může být technicky kdokoli připojený na nosné médium, v užším významu celá veřejnost nebo jiná relativně velká skupina jako například děti nebo adolescenti.
Broadcasting je obecný pojem v oboru telekomunikací, jedna z komunikačních forem, kdy je vysílání šířeno point-to-multipoint, od jednoho k mnoha. To se uplatňuje například u rádia a také u počítačových sítí, kde jednotlivá zařízení při broadcastu ethernetově přistupují na sběrnici a vysílají své signály do tohoto sdíleného média, do prostoru šíření signálu: do éteru, či do kabelu sběrnice.

## Programové vysílání masmédií

### Licence
Plošné vysílání rozhlasu a televize probíhá na základě státní licence a je pod dozorem Rady pro rozhlasové a televizní vysílání. Může probíhat celonárodně (veřejné celoplošné vysílání), takže pokrývá celý stát nebo regionálně (kraj, město).
Vysílání probíhá podle plánu, který nazýváme rozhlasový a televizní program. Program vysílání vychází tiskem v nejrůznějších periodikách, je dostupný na Internetu nebo i přímo ve vysílání. Plán vysílání a skladba pořadů odpovídá vydané licenci a jeho dodržování je Radou pro rozhlasové a televizní vysílání kontrolováno.
Samotné vysílání probíhá pomocí pozemních rádiových vysílačů nebo satelitního vysílání. Satelitní vysílání používá digitální signál. Pozemní vysílání používalo analogový signál a dnes také přechází na digitální televizní vysílání.

### Platba za příjem vysílání
Plošné vysílání je vždy veřejně přístupné, může však být kódované a tedy nečitelné. Veřejně přístupné vysílání je financováno reklamou a/nebo koncesionářskými poplatky, které prý mají za účel pokrytí nákladů na vysílání.
Speciální poplatky jsou stanoveny zákonem a vybírány pro veřejnoprávní média. Jejich placení je obvykle vázáno na držení příslušného přijímače bez ohledu na to, jestli poplatník jejich program sleduje nebo ne.
Komerční vysílání řeší případné poplatky pomocí šifrování vysílaného signálu, takže příjemce si musí zakoupit (nebo periodicky platit za) dekodér signálu.